# Pommeuse
Pommeuse – miejscowość i gmina we Francji, w regionie Île-de-France, w departamencie Sekwana i Marna.
Według danych na rok 1990 gminę zamieszkiwało 1808 osób, a gęstość zaludnienia wynosiła 141 osób/km² (wśród 1287 gmin regionu Île-de-France Pommeuse plasuje się na 502. miejscu pod względem liczby ludności, natomiast pod względem powierzchni na miejscu 246.).